# نادي لندن للصحافة
نادي لندن للصحافة هو منتدى للصحافيين تأسس في فندق أندرتون بمدينة لندن في 22 أكتوبر 1882 برئاسة الصحفي جورج أوغسطس سالا.
النادي عضو مؤسس في الاتحاد الأوروبي لنوادي الصحافة.